# Provincia General Carrera
General Carrera (Provincia de General Carrera) este o provincie din regiunea Aisén, Chile, cu o populație de 6.835 locuitori (2012) și o suprafață de 11919,5 km2.